# Remigny (Aisne)
Pour les articles homonymes, voir Remigny.
Remigny est une commune française située dans le département de l'Aisne, en région Hauts-de-France.

## Géographie
Village de l'ancien Vermandois, situé dans une plaine élevée et ondulée, aux abords d'une chaussée gauloise, reliant Laon à Péronne.

### Communes limitrophes
| Montescourt-Lizerolles | Gibercourt      | Ly-Fontaine |
| Jussy                  | Remigny (Aisne) | Achery      |
|                        | Mennessis       | Travecy     |

### Hydrographie

#### Réseau hydrographique
La commune est traversée par la ligne de partage des eaux entre les bassins hydrographiques Artois-Picardie et Seine-Normandie. Elle est drainée par le Rieu.
Le Rieu, d'une longueur de 11 km, prend sa source dans la commune  et se jette  dans l'Oise (rive gauche) à Tergnier, après avoir traversé cinq communes.

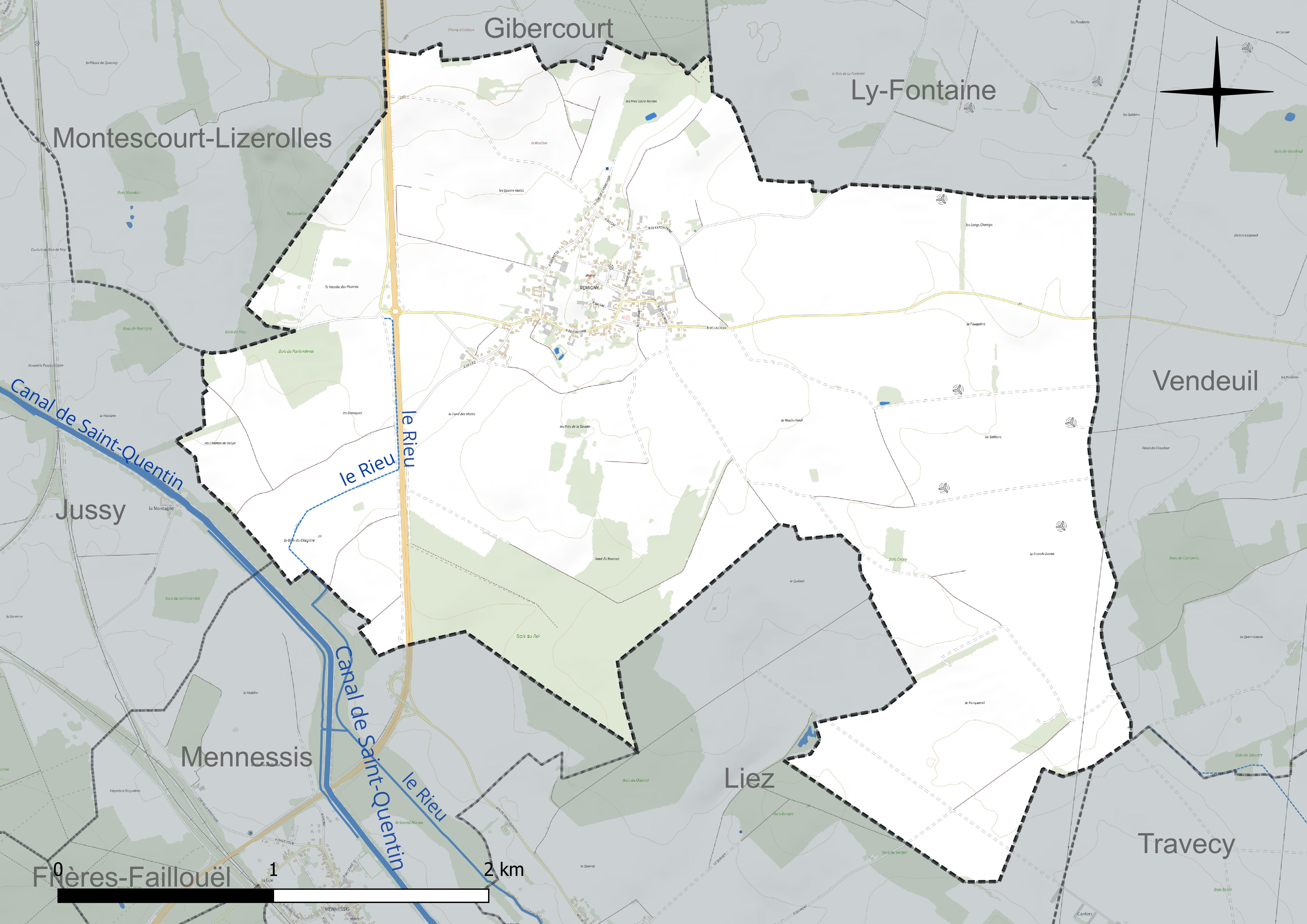
Réseau hydrographique de Remigny.

#### Gestion et qualité des eaux
Le territoire communal est couvert par le schéma d'aménagement et de gestion des eaux (SAGE) « Oise moyenne ». Ce document de planification concerne un territoire de 1 013 km2 de superficie, délimité par le bassin versant de l'Oise moyenne. Le périmètre a été arrêté le 24 avril 2017 et le SAGE est, en 2024, encore en élaboration. La structure porteuse de l'élaboration et de la mise en œuvre est le syndicat mixte du SAGE Oise-Moyenne (SMOM).
La qualité des cours d'eau peut être consultée sur un site dédié géré par les agences de l'eau et l'Agence française pour la biodiversité.

### Climat
Pour des articles plus généraux, voir Climat des Hauts-de-France et Climat de l'Aisne.
En 2010, le climat de la commune est de type climat océanique dégradé des plaines du Centre et du Nord, selon une étude du CNRS s'appuyant sur une série de données couvrant la période 1971-2000. En 2020, Météo-France publie une typologie des climats de la France métropolitaine dans laquelle la commune est dans une zone de transition entre le climat océanique et le climat océanique altéré et est dans la région climatique Nord-est du bassin Parisien, caractérisée par un ensoleillement médiocre, une pluviométrie moyenne régulièrement répartie au cours de l'année et un hiver froid (3 °C).
Pour la période 1971-2000, la température annuelle moyenne est de 10,3 °C, avec une amplitude thermique annuelle de 14,6 °C. Le cumul annuel moyen de précipitations est de 734 mm, avec 11,4 jours de précipitations en janvier et 9 jours en juillet. Pour la période 1991-2020, la température moyenne annuelle observée sur la station météorologique la plus proche, située sur la commune de Fontaine-lès-Clercs à 11 km à vol d'oiseau, est de 10,8 °C et le cumul annuel moyen de précipitations est de 683,4 mm,. Pour l'avenir, les paramètres climatiques de la commune estimés pour 2050 selon différents scénarios d'émission de gaz à effet de serre sont consultables sur un site dédié publié par Météo-France en novembre 2022.

## Urbanisme

### Typologie
Au 1er janvier 2024, Remigny est catégorisée commune rurale à habitat dispersé, selon la nouvelle grille communale de densité à 7 niveaux définie par l'Insee en 2022.
Elle est située hors unité urbaine. Par ailleurs la commune fait partie de l'aire d'attraction de Saint-Quentin, dont elle est une commune de la couronne,. Cette aire, qui regroupe 120 communes, est catégorisée dans les aires de 50 000 à moins de 200 000 habitants,.

### Occupation des sols
L'occupation des sols de la commune, telle qu'elle ressort de la base de données européenne d'occupation biophysique des sols Corine Land Cover (CLC), est marquée par l'importance des territoires agricoles (88,7 % en 2018), une proportion sensiblement équivalente à celle de 1990 (88,6 %). La répartition détaillée en 2018 est la suivante : 
terres arables (79,1 %), prairies (9,5 %), forêts (8,1 %), zones urbanisées (3,2 %), zones agricoles hétérogènes (0,1 %).
L'évolution de l'occupation des sols de la commune et de ses infrastructures peut être observée sur les différentes représentations cartographiques du territoire : la carte de Cassini (XVIIIe siècle), la carte d'état-major (1820-1866) et les cartes ou photos aériennes de l'IGN pour la période actuelle (1950 à aujourd'hui).

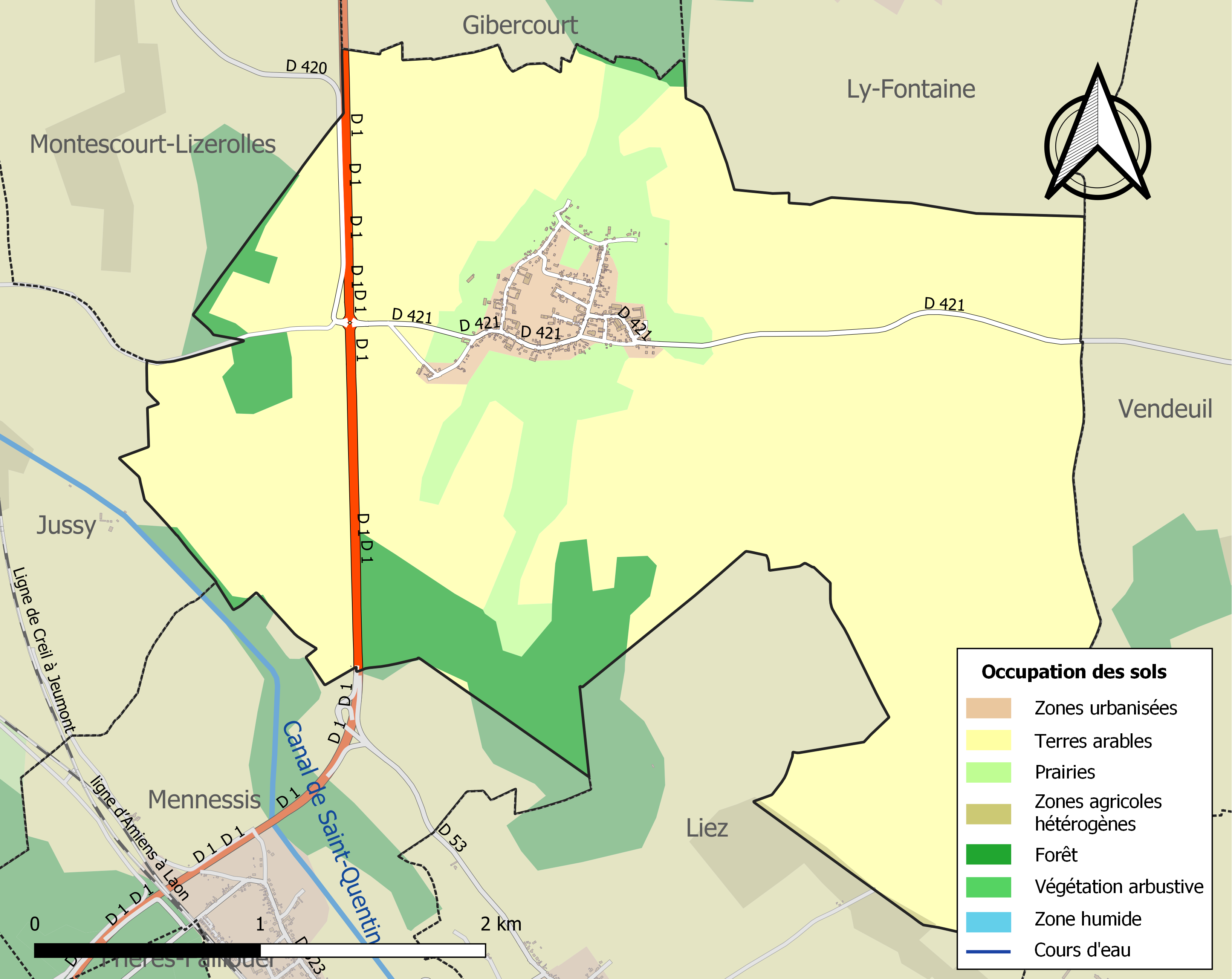
Carte de l'occupation des sols de la commune en 2018 (CLC).

## Toponymie
Le nom de la localité est attesté sous les formes Ruminiacus (879) ; Territorium Ruminiacense (1135) ; Villa de Remiliaco (1223) ; Rumigni (1269) ; Rumeigni (1295) ; Rumegni (1303) ; Remigni (1615).

## Histoire
Dépendait autrefois de l'intendance de Soissons, du bailliage de Chauny, élection et diocèse de Soissons.

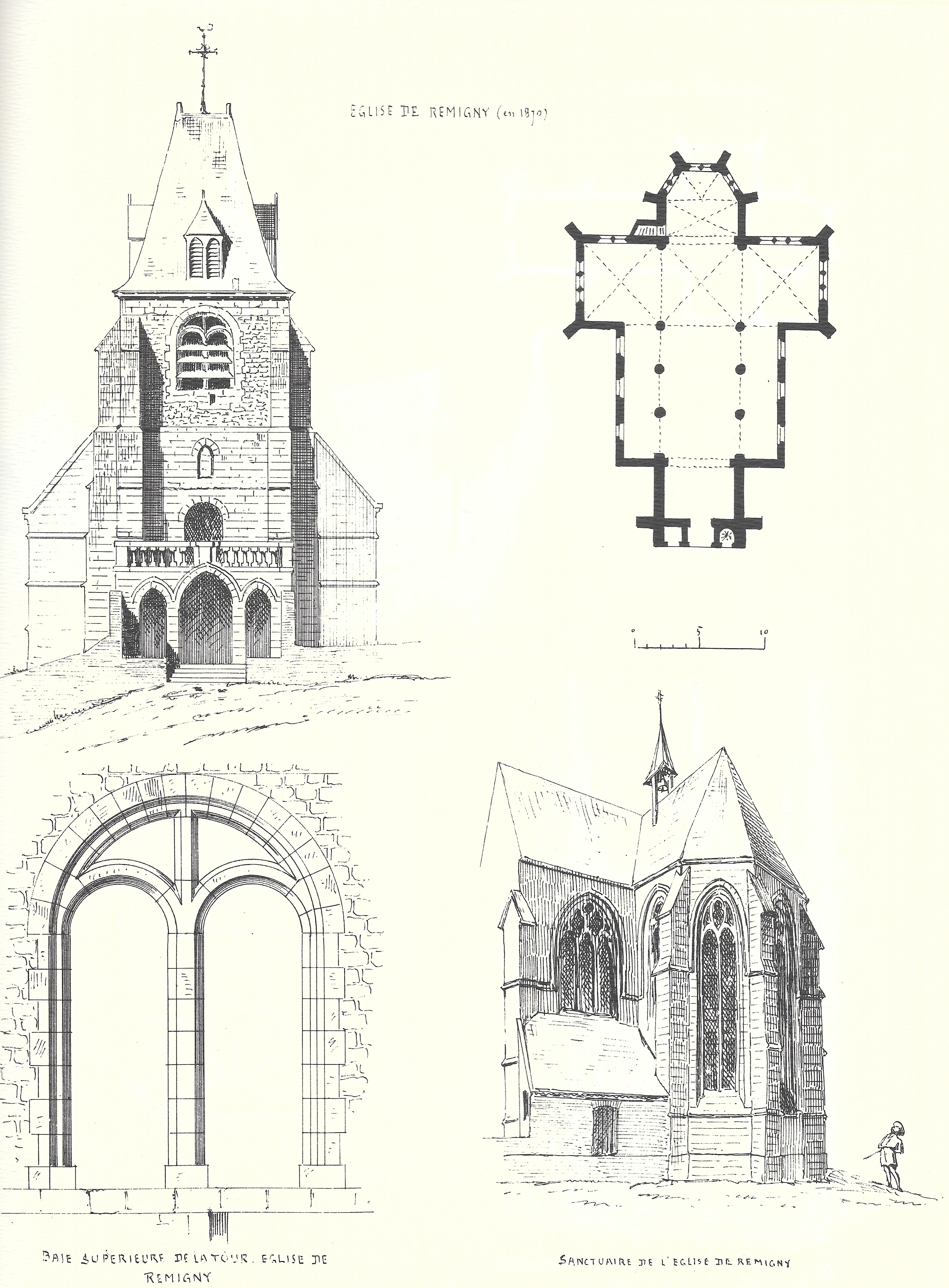
L'église en 1870
(dessin de Joachim Malézieux (1851-1906)).

## Politique et administration

### Découpage territorial
La commune de Remigny est membre de la communauté de communes du Val de l'Oise, un établissement public de coopération intercommunale (EPCI) à fiscalité propre créé le 1er janvier 2014 dont le siège est à Mézières-sur-Oise. Ce dernier est par ailleurs membre d'autres groupements intercommunaux.
Sur le plan administratif, elle est rattachée à l'arrondissement de Saint-Quentin, au département de l'Aisne et à la région Hauts-de-France. Sur le plan électoral, elle dépend du  canton de Ribemont pour l'élection des conseillers départementaux, depuis le redécoupage cantonal de 2014 entré en vigueur en 2015, et de la deuxième circonscription de l'Aisne  pour les élections législatives, depuis le dernier découpage électoral de 2010.

### Administration municipale
| Période                                  | Période                       | Identité         | Étiquette | Qualité                                     |
| ---------------------------------------- | ----------------------------- | ---------------- | --------- | ------------------------------------------- |
| Les données manquantes sont à compléter. |                               |                  |           |                                             |
| mars 1983                                | En cours (au 13 juillet 2020) | Marceau Lemahieu | DVD       | Agriculteur Réélu pour le mandat 2020-2026, |

## Démographie
L'évolution du nombre d'habitants est connue à travers les recensements de la population effectués dans la commune depuis 1793. Pour les communes de moins de 10 000 habitants, une enquête de recensement portant sur toute la population est réalisée tous les cinq ans, les populations de référence des années intermédiaires étant quant à elles estimées par interpolation ou extrapolation. Pour la commune, le premier recensement exhaustif entrant dans le cadre du nouveau dispositif a été réalisé en 2005.

En 2022, la commune comptait 341 habitants, en évolution de −4,48 % par rapport à 2016 (Aisne : −1,97 %, France hors Mayotte : +2,11 %).
| 1793 | 1800  | 1806  | 1821  | 1831  | 1836  | 1841  | 1846  | 1851  |
| ---- | ----- | ----- | ----- | ----- | ----- | ----- | ----- | ----- |
| 935  | 1 241 | 1 082 | 1 152 | 1 294 | 1 272 | 1 332 | 1 309 | 1 300 |

| 1856  | 1861  | 1866  | 1872  | 1876  | 1881  | 1886 | 1891 | 1896 |
| ----- | ----- | ----- | ----- | ----- | ----- | ---- | ---- | ---- |
| 1 206 | 1 226 | 1 186 | 1 093 | 1 090 | 1 001 | 962  | 885  | 806  |

| 1901 | 1906 | 1911 | 1921 | 1926 | 1931 | 1936 | 1946 | 1954 |
| ---- | ---- | ---- | ---- | ---- | ---- | ---- | ---- | ---- |
| 766  | 666  | 651  | 244  | 348  | 339  | 317  | 351  | 334  |

| 1962 | 1968 | 1975 | 1982 | 1990 | 1999 | 2005 | 2006 | 2010 |
| ---- | ---- | ---- | ---- | ---- | ---- | ---- | ---- | ---- |
| 399  | 368  | 329  | 344  | 360  | 369  | 346  | 348  | 390  |

| 2015 | 2020 | 2022 | - | - | - | - | - | - |
| ---- | ---- | ---- | - | - | - | - | - | - |
| 364  | 346  | 341  | - | - | - | - | - | - |

## Industrie textile
La commune a compté plus de 2 000 habitants et possédait une importante main-d'œuvre liée au tissage du coton et du lin (XVIIIe).

## Agriculture
La vigne a été cultivée jusqu'à la fin du XVIIIe siècle.

## Culture locale et patrimoine

### Lieux et monuments
- Église Saint-Martin de style Art déco (architecte Brassart-Mariage).
- Monument aux morts.
- Lieux-dits : le Moulin Neuf et le Moulin Vieux.
- Lieu de la Ferme du Ronquenet (n'existe plus).

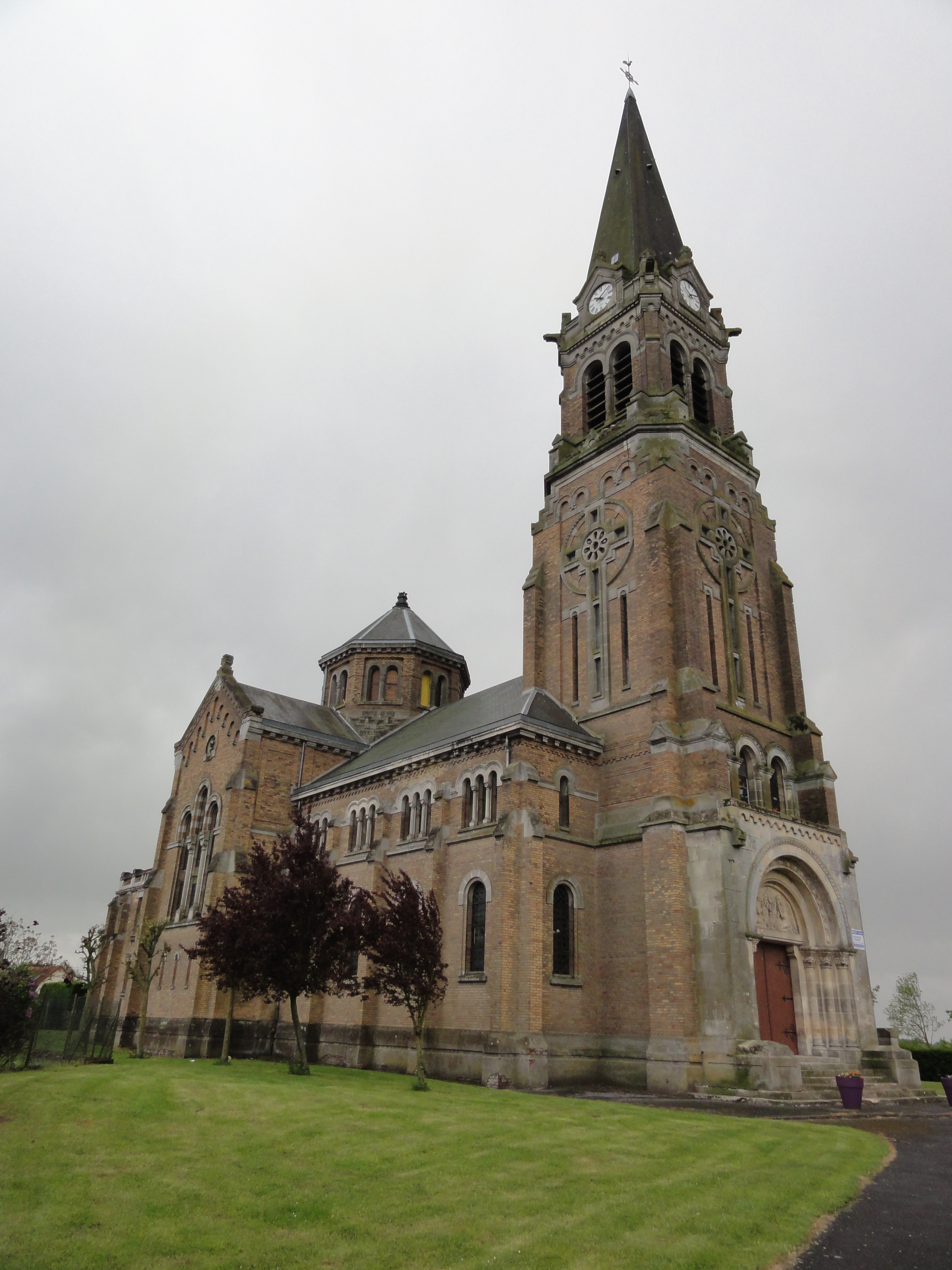
Église Saint-Martin.
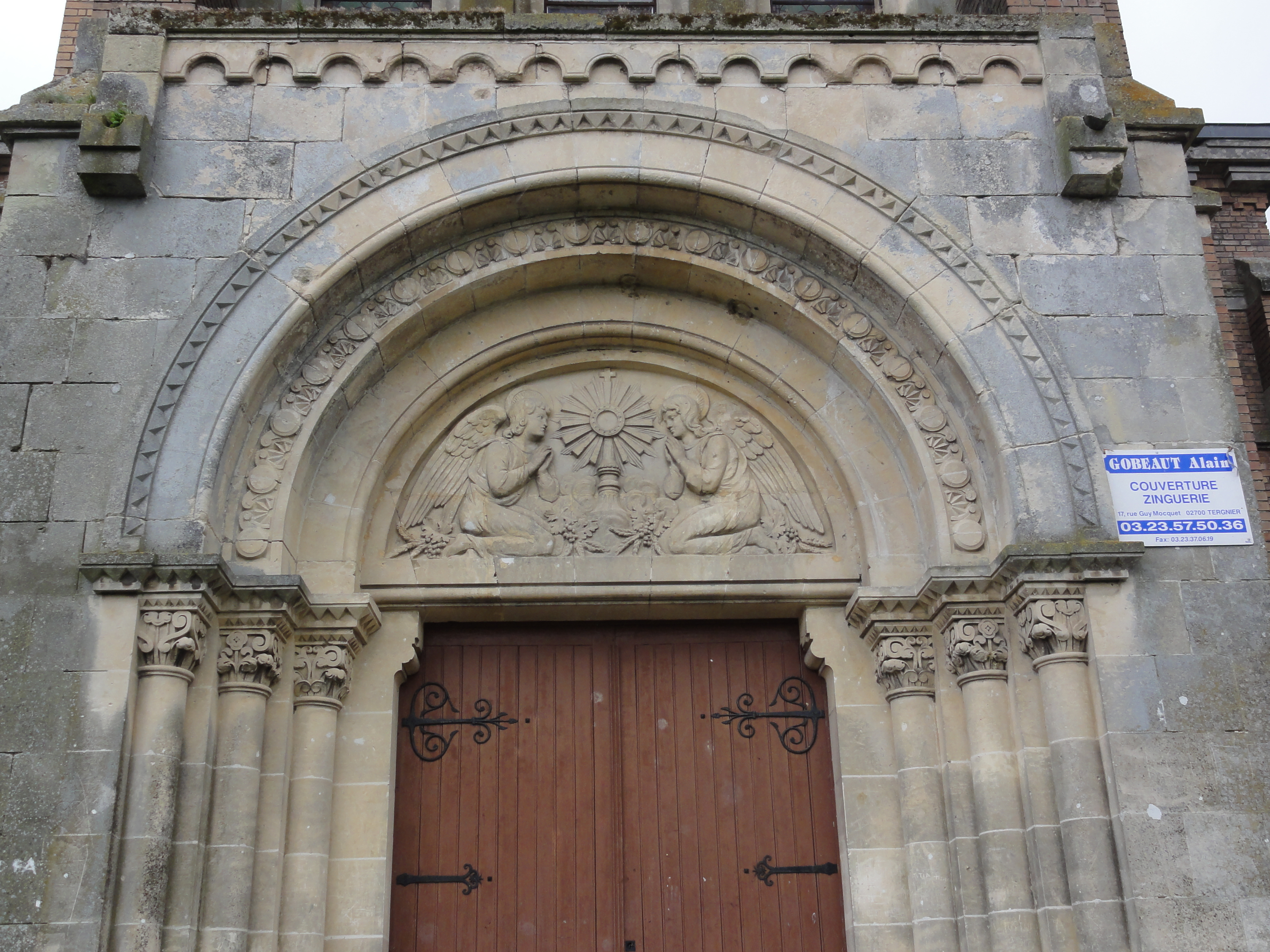
Portail de l'église.
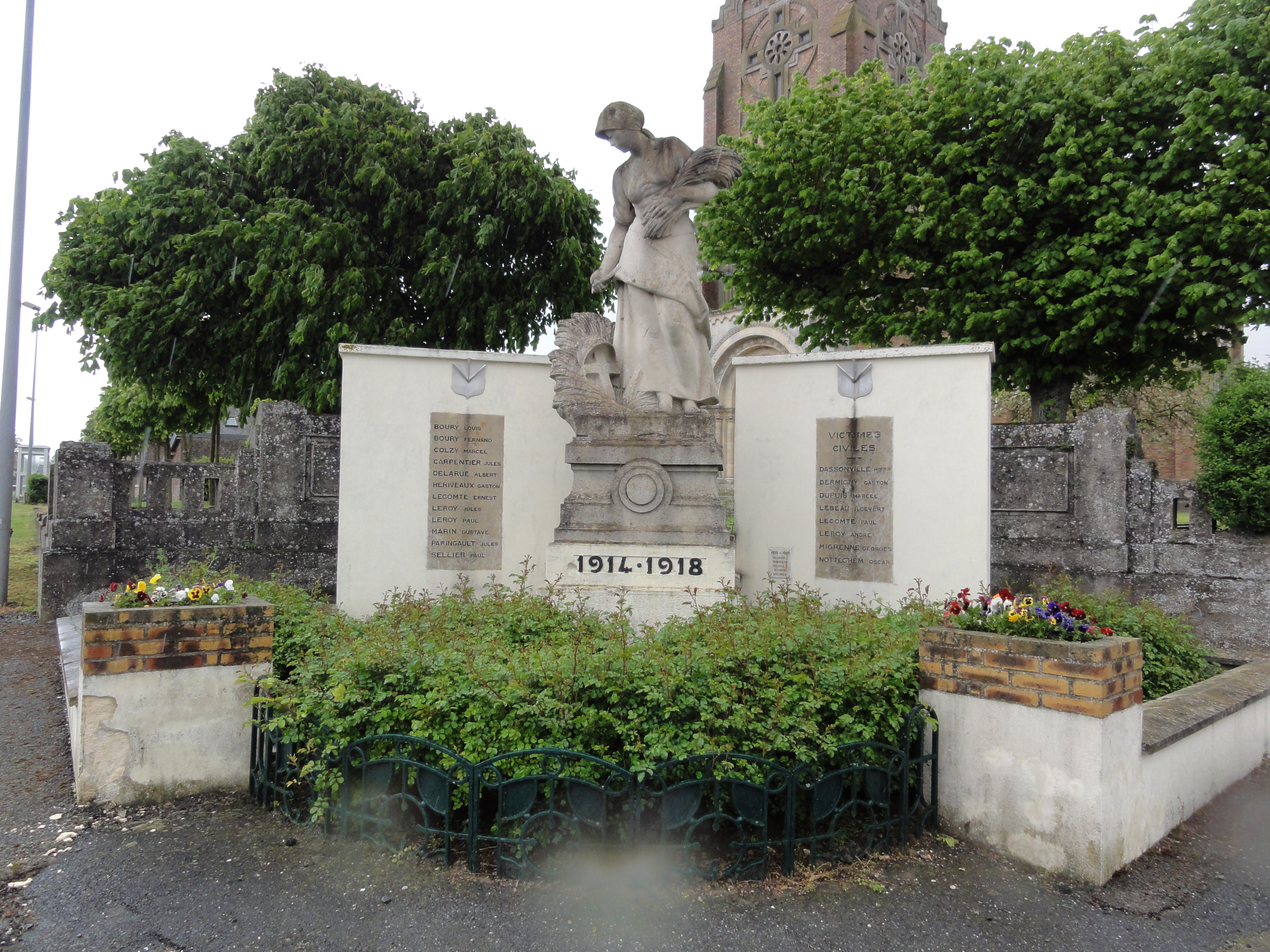
Monument aux morts.

### Personnalités liées à la commune
- Seigneurs depuis la fin du XVe siècle :
  - en 1490 : Marie de Luxembourg ;
  - en 1495 : Charles de Luxembourg (évêque de Laon) ;
  - en 1510 : les Bourbons-Vendôme ;
  - en 1609 : César de Vendôme, duc de Vendôme ;
  - en 1635 : Claude de Rouvroy de Saint-Simon, duc de Saint-Simon ;
  - jusqu'à la Révolution : les Flavigny.
- Louis Brassart-Mariage (1875-1933), architecte de l'église et des bâtiments communaux, ayant habité dans la commune, rue de l'Ancienne-Église.
- Charles Mathias, Julia Poizot, Edgard Lépine, Georges Frenoy, Honorine Galopin, madame Sebbe et sa fille Constance : patriotes de la Première Guerre mondiale (voir les grandes affaires criminelles de l'Aisne de Bruno Dehaye).
- Eva Fournet née Mathias : patriote durant la Seconde Guerre mondiale.

### Héraldique
| Blason de Remigny | Blason  | Parti : au 1er d'or à un manteau de gueules posé sur le fil d'une épée basse d'argent posée en bande, au 2e de sinople à une gerbe de blé d'or liée de gueules ; au chef échiqueté d'argent et d'azur de trois tires et à trois fleurs de lys d'or. |
| Blason de Remigny | Détails | L'épée et le manteau sont les attributs de saint Martin, patron de la paroisse. Le blé et la couleur verte évoquent l'agriculture. L'échiqueté est repris des armes de la famille de Flavigny qui fut seigneur de Remigny de 1645 à la Révolution, et les fleurs de lys sont celles du duc de Vendôme, qui fut seigneur en 1609. Adopté le 7 janvier 2022. |